# Дворянское общество
Дворянское общество — структурная часть дворянской сословной организации в дореволюционной России. Дворянское общество губернии или уезда составляли все дворяне, постоянно проживающие на данной территории.
Уездные дворянские общества возникли по указу 1766, губернские общества были учреждены в 1775. Деятельность дворянских обществ регламентировалась Сводом законов о состояниях.
Высшими органами дворянских обществ являлись дворянские собрания. Собрания собирались один раз в три года (по чрезвычайным обстоятельствам — чаще). На собраниях избирались выборные должностные лица, утверждались раскладки сборов на дворянские повинности, принимались обращения к должностным лицам и императору.
С 1906 дворянские общества избирали членов Государственного совета от дворянства.